# Sphecodes stygius
Sphecodes stygius is een vliesvleugelig insect uit de familie Halictidae. De wetenschappelijke naam van de soort is voor het eerst geldig gepubliceerd in 1893 door Robertson.